# Lista de jogos compatíveis com PlayStation Move
Esta é uma lista de jogos compatíveis com PlayStation Move lançados ou planejados para lançamento em Blu-ray Disc ou através de download pela PlayStation Store.
Para uma lista cronológica, clique no botão de ordenação na coluna "Lançamento inicial".
Para informações técnicas, como tamanhos de resolução e instalação, veja a página individual do jogo.
Existem atualmente 25 (exclusivos: 18; multi-platforma: 5; jogos da PlayStation Network: 4; jogos futuros: 15; jogos existentes: 10) jogos nesta lista.
A coluna "Exclusivo" indica se o PlayStation 3 é a única plataforma em que o jogo está disponível. Isto não inclui consoles de portáteis ou telefones celulares, que geralmente executam uma versão completamente diferente do jogo de mesmo nome. O valor "Console" para exclusividade indica que, enquanto um título pode estar disponível como jogo de arcade ou em um PC usando Microsoft Windows, Unix/Linux ou Mac OS X, ele não está disponível em qualquer outro console de videogame em seu modo nativo. "Apenas Move" indica se o jogo suporta apenas o controlador PlayStation Move ou outros controladores de PlayStation 3 também.

## Jogos novos
A maioria deste jogos irá suportar o PlayStation Move nativamente ao lançamento.
| Título e fonte                                                | Desenvolvedor                          | Editor                             | Lançamento inicial      | Japão                   | Europa                  | América do Norte                  | Exclusivo | Apenas Move |
| ------------------------------------------------------------- | -------------------------------------- | ---------------------------------- | ----------------------- | ----------------------- | ----------------------- | --------------------------------- | --------- | ----------- |
| Ape Escape 4 →                                                | SCE Japan Studio                       | Sony Computer Entertainment        | Não lançado             | por anunciar            | por anunciar            | por anunciar                      | Sim       | Sim         |
| Beat Sketch! →                                                | por anunciar                           | Sony Computer Entertainment        | Não lançado             | 21 de outubro de 2010   | por anunciar            | Outuno 2010 - Hemisfério norte    | Sim       | Sim         |
| Brunswick Pro Bowling →                                       | FarSight Studios                       | Crave Entertainment                | Não lançado             | por anunciar            | por anunciar            | 2010                              | Não       | Sim         |
| Deadliest Catch: Sea of Chaos →                               | Liquid Dragon Studios                  | Crave Entertainment                | Não lançado             | por anunciar            | por anunciar            | por anunciar                      | Não       | Sim         |
| Echochrome II →                                               | SCE Japan Studio                       | Sony Computer Entertainment        | Não lançado             | por anunciar            | por anunciar            | por anunciar                      | Sim       | Sim         |
| The Fight: Lights Out →                                       | Sony Computer Entertainment            | Sony Computer Entertainment        | Não lançado             | por anunciar            | por anunciar            | 2010                              | Sim       | Sim         |
| Heroes on the Move →                                          | Nihilistic Software                    | Sony Computer Entertainment        | Não lançado             | por anunciar            | por anunciar            | 2011                              | Sim       | Sim         |
| John Daly's ProStroke Golf →                                  | Gusto Games                            | O-Games                            | Não lançado             | por anunciar            | por anunciar            | 3.º trimestre de 2010             | Sim       | Sim         |
| Grand Slam Tennis[carece de fontes?]                          | EA Canada                              | EA Sports                          | Não lançado             | por anunciar            | por anunciar            | por anunciar                      | Não       | Sim         |
| NBA 2K11 →                                                    | Visual Concepts                        | 2K Sports                          | Não lançado             | por anunciar            | por anunciar            | outubro de 2010                   | Não       | Não         |
| Killzone 3 →                                                  | Guerrilla Games                        | Sony Computer Entertainment        | Não lançado             | fevereiro de 2011       | fevereiro de 2011       | fevereiro de 2011                 | Sim       | Não         |
| Kung Fu Rider →                                               | SCE Japan Studio                       | Sony Computer Entertainment        | Não lançado             | 21 de outubro de 2010   | por anunciar            | setembro de 2010                  | Sim       | Sim         |
| LittleBigPlanet 2 →                                           | Media Molecule                         | Sony Computer Entertainment        | Não lançado             | por anunciar            | por anunciar            | 2011-1-18                         | Sim       | Não         |
| Michael Jackson: The Experience →                             | Ubisoft                                | Ubisoft                            | Não lançado             | por anunciar            | por anunciar            | novembro de 2010                  | Não       | Sim         |
| Planet Minigolf →                                             | Zen Studios                            | Sony Computer Entertainment        | Não lançado             | por anunciar            | por anunciar            | 2010                              | Sim       | Não         |
| Raquet Sports                                                 | Ubisoft                                | Ubisoft                            | Não lançado             | por anunciar            | por anunciar            | por anunciar                      | Não       | Sim         |
| R.U.S.E. →                                                    | Eugen Systems                          | Ubisoft                            | Não lançado             | por anunciar            | por anunciar            | 2010                              | Não       | Não         |
| Sesame Street: Elmo's A-to-Zoo Adventure Definitive Edition → | Sesame Workshop                        | por anunciar                       | Não lançado             | por anunciar            | por anunciar            | por anunciar                      | Não       | Não         |
| SingStar Dance →                                              | SCE London Studio                      | Sony Computer Entertainment        | Não lançado             | por anunciar            | por anunciar            | novembro de 2010                  | Sim       | Sim         |
| The Sly Collection →                                          | Sucker Punch Productions Sanzaru Games | Sony Computer Entertainment        | Não lançado             | por anunciar            | por anunciar            | novembro de 2010                  | Sim       | Não         |
| SOCOM 4: U.S. Navy SEALs →                                    | Zipper Interactive                     | Sony Computer Entertainment        | Não lançado             | por anunciar            | por anunciar            | Outono 2010 - Hemisfério norte    | Sim       | Não         |
| Sorcery →                                                     | The Workshop                           | Sony Computer Entertainment        | Não lançado             | por anunciar            | por anunciar            | 2.º trimestre de 2011             | Sim       | Sim         |
| Sports Champions →                                            | Zindagi Games                          | Sony Computer Entertainment        | 16 de setembro de 2010  | 21 de outubro de 2010   | 16 de setembro de 2010  | 1 de setembro de 2010             | Sim       | Sim         |
| Start the Party →                                             | Supermassive Games                     | Sony Computer Entertainment kijnhn | Não lançado             | por anunciar            | por anunciar            | 2010                              | Sim       | Sim         |
| Space Chimps 2: Zartog Strikes Back                           | Fox Interactive, Ltd.                  | Não lançado                        | por anunciar            | por anunciar            | 25 de septembro de 2010 | 23 de septembro de 2010           | Sim       | Sim         |
| The House of the Dead: Overkill                               | Sega                                   | Headstrong Games                   | 10 de fevereiro de 2009 | 23 de fevereiro de 2012 | 28 de outubro de 2011   | 25 de outubro de 2011             | Não       | Sim         |
| The Lord of the Rings: Aragorn's Quest →                      | TT Fusion                              | Warner Bros.                       | Não lançado             | por anunciar            | por anunciar            | setembro de 2010                  | Não       | Não         |
| The Shoot →                                                   | Cohort Studios                         | Sony Computer Entertainment        | Não lançado             | por anunciar            | por anunciar            | outubro de 2010                   | Sim       | Sim         |
| Time Crisis: Razing Storm →                                   | Nex Entertainment                      | Namco Bandai Games                 | Não lançado             | por anunciar            | por anunciar            | setembro de 2010                  | Sim       | Sim         |
| Tron: Evolution →                                             | Propaganda Games                       | Disney Interactive Studios         | Não lançado             | por anunciar            | por anunciar            | 1 de novembro de 2010             | Não       | Não         |
| Tumble →                                                      | Supermassive Games                     | Sony Computer Entertainment        | Não lançado             | por anunciar            | por anunciar            | por anunciar                      | Sim       | Sim         |
| TV Superstars →                                               | SCE Cambridge Studio                   | Sony Computer Entertainment        | Não lançado             | por anunciar            | por anunciar            | 2010                              | Sim       | Sim         |
| Under Siege                                                   | Seed Studios                           | Sony Computer Entertainment        | Não lançado             | por anunciar            | por anunciar            | Primavera 2010 - Hemisfério norte | Sim       | Não         |